# Cocóm
Cocóm, majanska obitelj i dinastija koja je vladala gradom Mayapanom na poluotoku Yucatan u Meksiku. Dinastiju Cocoma osnovao je Hunac Ceel 1221. nakon čega su ovladali Yucatanom iz svog centra nad ostalim gradovima, Chichen Itzom kojom su vladali Itze, i Uxmalom, dinastija Xiu. Pobunom koju je 1441. poveo grad Uxmal, kojim je vladalo pleme Tutul-Xiu, pod vodstvom Ah Xupan Xiua, većina stanovnika Mayapana je pobijena, a grad uništen